# Kroatische Eishockeyliga 2008/09
Die Saison 2008/09 war die 18. Spielzeit der kroatischen Eishockeyliga, der höchsten kroatischen Eishockeyspielklasse. Meister wurde zum insgesamt 13. Mal in der Vereinsgeschichte der KHL Medveščak Zagreb.

## Modus
In der Hauptrunde absolvierte jede der drei Mannschaften insgesamt vier Spiele. Alle drei Mannschaften qualifizierten sich für die Playoffs, in denen der Meister ausgespielt wurde. An diesen nahm zudem der beste Zweitligist HK Sisak teil. Für einen Sieg nach regulärer Spielzeit erhielt jede Mannschaft drei Punkte, für einen Sieg nach Overtime zwei Punkte, bei einer Niederlage nach Overtime gab es einen Punkt und bei einer Niederlage nach regulärer Spielzeit null Punkte.

## Hauptrunde
|    | Klub                 | Sp | S | OTS | OTN | N | Tore  | Punkte |
| -- | -------------------- | -- | - | --- | --- | - | ----- | ------ |
| 1. | KHL Medveščak Zagreb | 4  | 3 | 1   | 0   | 0 | 21:11 | 11     |
| 2. | KHL Zagreb           | 4  | 1 | 0   | 1   | 2 | 14:19 | 4      |
| 3. | KHL Mladost Zagreb   | 4  | 1 | 0   | 0   | 3 | 11:16 | 3      |

Sp = Spiele, S = Siege, U = unentschieden, N = Niederlagen, OTS = Overtime-Siege, OTN = Overtime-Niederlage, SOS = Penalty-Siege, SON = Penalty-Niederlage

## Playoffs

### Halbfinale
- KHL Medveščak Zagreb – HK Sisak 2:0 (28:1, 5:0 Wertung)
- KHL Zagreb – KHL Mladost Zagreb 0:2 (4:7, 2:7)

### Finale
- KHL Medveščak Zagreb – KHL Mladost Zagreb 2:0 (13:3, 6:1)